# اندرو میلر
اندرو میلر (انگلیسی: Andrew Miller؛ زادهٔ ۲۵ فوریهٔ ۱۹۶۹) بازیگر، نویسنده، کارگردان فیلم اهل کانادا است. وی دانش‌آموختۀ علوم سیاسی و اقتصاد در دانشگاه مک‌گیل است.
از فیلم‌ها یا برنامه‌های تلویزیونی که وی در آن نقش داشته‌است، می‌توان به سوپر هشت، مکعب، به‌دام‌افتاده در بهشت و هیچ چیز اشاره کرد.